# Hyporhagus pseudogilensis
Hyporhagus pseudogilensis es una especie de coleóptero de la familia Monommatidae.

## Distribución geográfica
Habita en Arizona y Texas en (Estados Unidos).